# Fighting Network Rings
RINGS (jap. リングス) − funkcjonująca w latach 1991–2002 japońska organizacja promująca wrestling, a w późniejszym okresie swojego istnienia również walki na zasadach MMA.

## Historia
RINGS została założona 11 maja 1991 roku przez popularnego japońskiego wrestlera Akirę Maedę jako odpowiedź na powstanie konkurencyjnej UWF International. Początkowo była typową organizacją wrestlingu promującą walki w jego japońskiej odmianie, czyli puroresu. Jednak powołanie do życia w 1997 roku PRIDE FC i związany z tym szybki wzrost popularności mieszanych sztuk walki w Japonii wymusił zmiany wewnątrz organizacji. RINGS zaczęło stopniowo odchodzić od reżyserowania walk na rzecz większego realizmu pojedynków. Od 1999 roku wszystkie sygnowane przez nią walki były toczone już w formacie MMA.
Dynamiczny rozwój konkurencyjnego PRIDE FC spowodował marginalizację RINGS i zapoczątkował jej kłopoty finansowe. W rezultacie do 2002 roku większość gwiazd RINGS, takich jak Fiodor Jemieljanienko, Antônio Rodrigo Nogueira, Tsuyoshi Kōsaka czy Dan Henderson, opuściło organizację i wstąpiło w szeregi PRIDE. Ostatni finałowy turniej RINGS pod nazwą World Title Series Grand Final odbył się w Jokohamie 15 lutego 2002 roku, po czym organizacja zawiesiła swą działalność. Jeszcze do 2007 roku funkcjonowały natomiast zagraniczne oddziały RINGS w Holandii (RINGS Holland) i na Litwie (RINGS Lithuania).

## Czołowi zawodnicy po 1999 roku

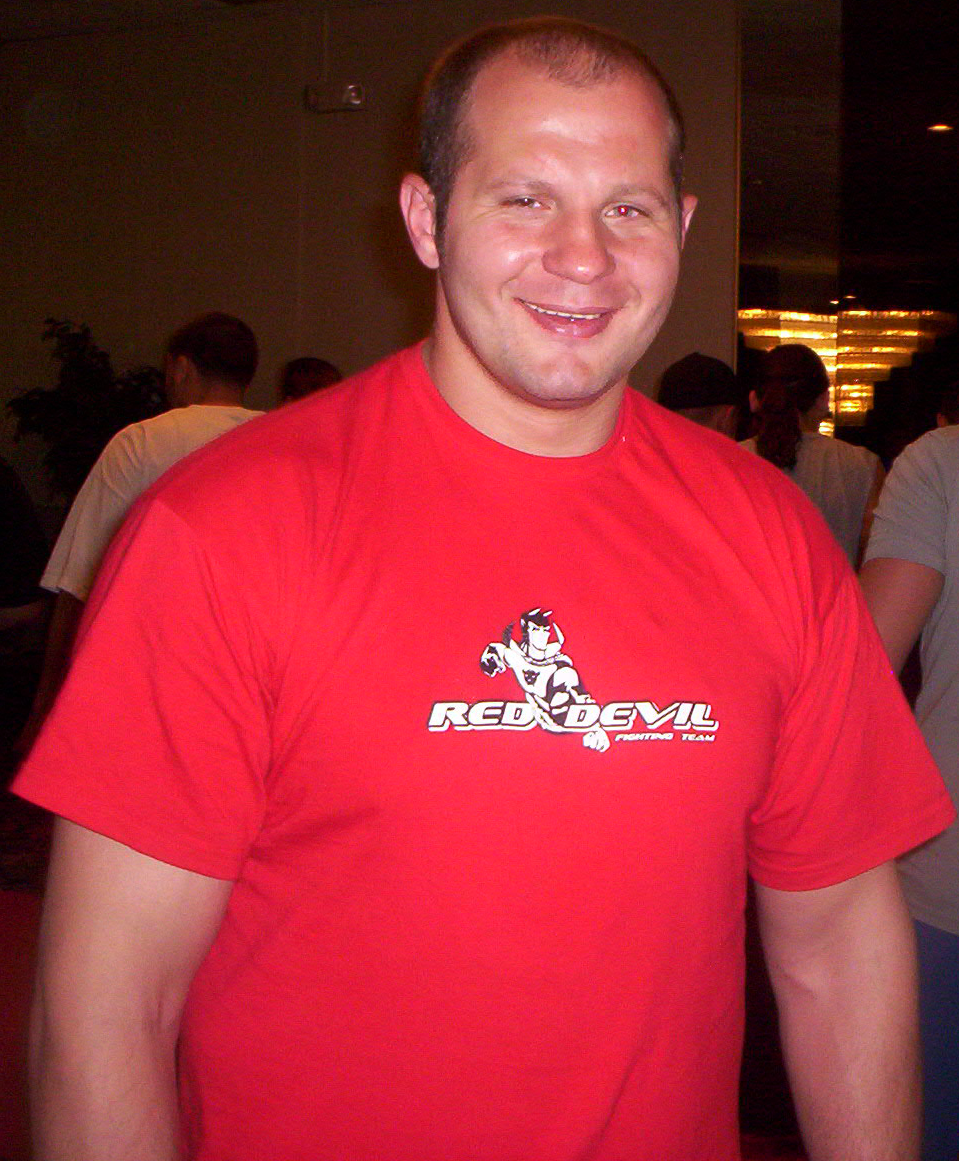
F. Jemieljanienko – zawodnik RINGS w latach 2000−2002

- Fiodor Jemieljanienko – zwycięzca RINGS World Title Series Grand Final 2002
- Antônio Rodrigo Nogueira – zwycięzca RINGS King of Kings Final 2000
- Dan Henderson – zwycięzca RINGS King of Kings Final 1999
- Tsuyoshi Kōsaka
- Ricardo Arona
- Michaił Iluchin
- Renzo Gracie
- Gilbert Yvel
- Valentijn Overeem
- Hiromitsu Kanehara
- Volk Han
- Renato Sobral
- Matt Hughes

## The Outsider
Po upadku PRIDE FC i rozwiązaniu Hero’s Akira Maeda podjął starania o reaktywację RINGS. Do tradycji organizacji nawiązuje stworzona przez niego w 2008 roku seria amatorskich turniejów MMA pod szyldem RINGS The Outsider.